# Гринюк, Авксентий Григорьевич
Авксе́нтий Григо́рьевич Гриню́к (Гренюк) (1871—1942) — член I Государственной думы от Волынской губернии, крестьянин.

## Биография
Православный, крестьянин села Михновка Староконстантиновского уезда Волынской губернии.
Был на военной службе, начальное образование получил в учебной команде. В течение семи лет служил в 4-й конно-артиллерийской батарее пограничной стражи, был произведен в вахмистры.
Принимал участие в Китайской кампании 1900—1901 годов и русско-японской войне. За первую был награждён Георгиевским крестом 4-й и 3-й степени, за последнюю — представлен к Георгиевскому кресту 2-й степени. Всего участвовал в 18 сражениях. С театра военных действий вернулся в феврале 1906 года.
В 1906 году был избран в члены I Государственной думы от Волынской губернии съездом уполномоченных от волостей. Входил в группу беспартийных. В думских комиссиях и прениях не участвовал.
В 1906 году приехал в Киев и в 1908 году женился. Имел шестерых детей. Работал в Киевских железнодорожных мастерских. В 1917 году стал членом партии большевиков. В 1918 году был активным участником Январского восстания против правительства Украинской Центральной Рады, которое первыми подняли рабочие железнодорожных мастерских. После революции был комендантом и комиссаром по передвижению войск Киевского железнодорожного узла.
Участвовал в Гражданской войне и за боевые заслуги был награждён орденом Боевого Красного Знамени и именным оружием. Участвовал в обороне Царицына, воевал вместе с будущим маршалом Ворошиловым, благодаря дружбе с которым избежал репрессий в 1937 году. В 1922 году работал секретарем Киевского горсовета. В годы коллективизации был направлен в Барский район Винницкой области для организации колхозов.
Когда началась Великая Отечественная война, Гринюк был оставлен в Киеве для подпольной работы. Зимой 1942 года он был арестован гестапо и в мае того же года расстрелян. На территории локомотивного депо города Киева, возле железнодорожного вокзала, установлен обелиск героям, погибшим во время гражданской и Великой Отечественной войны. На мраморной стеле высечены фамилии героев и среди них – А. Г. Гринюк.